# 아크타스
아크타스(Actas Inc., 株式会社アクタス)는 1998년에 설립된 일본 애니메이션 제작사이다. 현재 반다이 남코 필름웍스의 자회사이며, 이는 반다이 남코 홀딩스의 자회사이다.

## 역사
아크타스는 이전에 다쓰노코 프로덕션 및 아시 프로덕션에서 근무했던 가토 히로시와 오바 주타로에 의해 1998년 7월 6일에 설립되었다.
2009년 가토가 사망한 후 슌페이 마루야마가 새로운 사장으로 임명되었다. 스튜디오에는 자회사 애니메이션 스튜디오 가라쿠도 있었지만 아크타스는 2017년 7월 이를 본회사와 합병했다.
2017년 9월, 반다이 비주얼은 아크타스를 인수했다고 발표했다.
2023년 8월, 전 사장이자 애니메이션 프로듀서인 마루야마 슌페이가 사망했다고 발표되었다.

## 작품

### TV 시리즈
- 데블파이터
- 초 로봇 생명체 트랜스포머 마이크론 전설
- 합체용사 플러스터(브레인즈 베이스)
- 피치피치핏치
- 트랜스포머 슈퍼링크
- 걸즈 & 판처
- 롱 라이더스!

### OVA/ONA
- 테일즈 오브 판타지아
- 아이돌마스터
- 걸즈 & 판처

### 영화
- 망가지기 시작한 오르골
- 걸즈 앤 판처 극장판